# Adab
|  | Per a altres significats, vegeu «Adab (gènere literari)». |

Adab o Ud-Nun fou una ciutat estat de Mesopotàmia entre Telloh i Nippur; al lloc de la moderna Bismaya o Bismya, a la governació de Wasit, a l'Iraq.

## Història
Fou ocupada almenys des del primer període dinàstic. Segons els texts cuneïformes, hi havia un temple de la deïtat Inanna, de nom E-shar, a Adab durant el regnat de Dumuzid d'Uruk o Badtibira; un altre text referit a Dumuzid de Badtibira, esmenta Adab com una de les majors ciutat de Sumèria.
Mesalim de Kix hauria governat sobre Adab (segle xxvi aC), segons unes inscripcions que s'han trobat a les excavacions. Un rei d'Adab, Lugal-Ane-Mundu, vers el 2500 aC, és esmentat a la llista de reis sumeris i apareix en algunes inscripcions contemporànies; en altres inscripcions de data posterior, es diu que va establir un imperi breu però que anava del Regne d'Elam al Líban i el riu Jordà. Cap al 2355 aC, apareix governada per Meskigala i poc després caigué en poder de Lugalzagesi d'Umma (ciutat estat), i cap al 2335 aC de Sargon I d'Accad. En morir aquest, es va rebel·lar el 2284 aC contra Rimuix d'Accad, però no va aconseguir la independència fins a finals del segle. Adab és esmentada a les tauletes d'Ebla i sembla que tenia relacions comercials amb aquest estat del nord de Síria poc abans que Ebla fos destruïda per forces no determinades vers el 2250 aC. Cap al 2130 aC, va caure en mans del rei Gudea de Lagash.
Una estàtua de marbre trobada a Adab esmenta el nom d'un altre rei local de datació incerta, tot i que no hi ha acord amb la transcripció del nom, que podria ser Lugal-daudu, Da-udu, Lugaldalu i Esar. Alguns segells en maons trobats per Banks en les seves excavacions, diuen que Naramsin va construir el temple d'Inanna a Adab, però aquest temple no s'ha trobat i no se sap del cert si és el mateix temple d'E-shar.
Es coneixen també els nom d'alguns governadors d'Adab sota Ur III (vers 2100/2000 a 2000/1900 aC). No hi ha restes arqueològiques posteriors, encara que se l'esmenta en algun lloc, com el Codi d'Hammurabi.

## Arqueologia
El munt de ruïnes correspon a les restes de l'antiga ciutat, i té 1,5 km de llarg i 3 km d'ample, amb una sèrie de petites elevacions de fins a 12 metres, a al-Jazira, entre el Tigris i l'Eufrates, més propera al primer, a un dia de marxa al sud-est de Nippur. Les excavacions inicials foren fetes per William Hayes Ward de la Wolfe Expedition de 1885 i per John Punnett Peters de la Universitat de Pennsilvània, el 1889.
S'hi van fer excavacions posteriors durant sis mesos, de Nadal del 1903 el juny del 1904, a càrrec de la Universitat de Chicago, dirigides per Edgar James Banks, que fou el que va demostrar que els munts cobrien el lloc de l'antiga Adab (Ud-Nun), abans només coneguda per la llista de reis de Sumèria i una menció al Codi d'Hammurabi. La ciutat estava dividida en dues parts per un canal, i formava una illa on estava el temple E-mach, amb un ziggurat o torre escalonada. Fou, sens dubte, una ciutat considerable però abandonada des de molt aviat, perquè les ruïnes trobades en superfície pertanyen a Shulgi i Ur-Nammu, reis de la Segona dinastia d'Ur, cap a la part final del III mil·lenni aC, segons les inscripcions de maons que s'han trobat. Sota aquestes, igual que a Nippur, s'han trobat objectes datats del regne de Naramsin i Sargon d'Accàdia, vers 2300 aC. Encara més a sota, hi havia 10,5 metres de restes estratificades formant el 70/80% de la profunditat de les ruïnes. A més de les restes d'edificis, muralles i tombes, Banks hi va descobrir un gran nombre de tauletes de fang molt antigues, tauletes de bronze i de pedra, objectes de bronze i similars. De les tauletes, 543 van anar a l'Institut Oriental i unes 1.100 (la majoria comprades als locals més que tretes de les excavacions, estan al Museu d'Istanbul (al temps de les excavacions, el territori depenia de l'Imperi Otomà) i no consta que el seu contingut hagi estat publicat. Però les descobertes més notables foren una estàtua completa en marbre blanc, que sembla la més antiga trobada a Mesopotàmia, avui dia al Museu de Constantinoble (Istanbul), que porta una inscripció que Banks va traduir com "E-mach, rei Da-udu, rei d'Ud-Nun"; i un munt de runes del temple amb gran quantitat de fragments de vasos de marbre, alabastre, ònix, pòrfir i granit, alguns amb inscripcions i altres amb gravats o amb incrustacions de marfil o pedres precioses.
Les tauletes d'Adab que van quedar per a la Universitat de Chicago, patrocinadora de les excavacions, foren publicades i avui dia són accessibles en format digital per internet. De les comprades als habitants, moltes van anar a parar a segons compradors i una part n'ha pogut ser publicada.